# Etický marketing
Etický marketing (anglicky Ethical Marketing) usiluje o morálně správná marketingová rozhodnutí. Morálka těchto rozhodnutí může souviset s jakoukoli částí marketingu, včetně získávání surovin, náboru zaměstnanců, nabídky produktů či cenové politiky. Každý člověk má na morálku jiný pohled, který závisí na osobních hodnotách a zkušenostech. Skutečnost rozdílného vnímání morality je problémem pro společnosti, které chtějí prosazovat etický marketing tak, aby oslovil zákazníky.

## Reputace jako marketingová přednost
Reputace je jedna z největších nehmotných aktiv společnosti. Hodnotu pozitivní reputace je obtížně vyčíslit, ale je to důležitá přednost, které musí všichni marketéři rozumět. Jediná negativní událost může ovlivnit vnímání dané firemní image a pověst firmy okamžitě a i mnoho let poté ovlivňuje prodej a vztahy se zákazníky. Ochrana firemní pověsti je zásadní priorita. Marketéři musí převzít odpovědnost jak za ochranu zákazníka, tak zaměstnanců, soukromých informací nebo rizik.

## Nekalé nebo klamavé obchodní praktiky
Marketingové praktiky můžeme označit za klamavé, pokud zákazníci věří, že budou mít větší hodnotu z výrobku nebo služby, než ve skutečnosti obdrží. K podvodu, který může mít podobu překrucování, opomenutí nebo klamavého postupu, může dojít u libovolného prvku marketingového mixu. Protože zákazníci jsou vystaveni velkému množství informací o produktech a společnostech, stávají se skeptičtí vůči marketingovým tvrzením a prodejním informacím a jednají tak, aby se chránili před podvody. Pokud produkt nebo služba neposkytuje očekávanou hodnotu, často proto hledají jiný zdroj. 

Podvodné cenové praktiky způsobí, že zákazník věří, že platí mnohem nižší cenu, než jaká ve skutečnosti je. Klam může mít podobu nepravdivých cenových srovnání, vynechání důležitých podmínek prodeje nebo nabízení velmi nízké ceny pouze v případě, že zákazník dokoupí související položky za plnou cenu. Propagační praktiky označujeme za klamavé, pokud prodejce záměrně zatají, jak je produkt konstruován či nezveřejní informace, které se týkají pyramidového prodeje (prodejní technika, při které je člověk přijat a očekává, že vydělá peníze, tím, že pro nákup získá další lidi). Nepravdivé nebo značně přehnané nároky na produkty či služby také označujeme klamavými. Podvodem jsou i záměrně změněné balíčky, co se týče hmotnosti, velikosti nebo se zde uvádějí informace, které neodpovídají obsahu. Také prodej nebezpečných nebo vadných výrobků, aniž by prodejce tuto skutečnost zmínil, nedodržení záruční povinnosti či neprovedení slibované služby, to vše označujeme jako podvod.

## Etická distribuce
Etické otázky mohou vzniknout i v procesu distribuce. Vzhledem k tomu, že prodejní personál je ohodnocován na základě objemu prodejů, může dojít k nátlaku na výkon, který vede k etickému dilema. Příkladem je nátlak dodavatele, aby nakoupili více, než potřebují a upřednostňování položek, ze kterých budou mít vyšší provize. Ovlivňování prodejce k snižování prostoru pro konkurenční výrobky, slibování dodávky i v případě, že ví, že není možné ji ve stanoveném termínu dodat, nebo uplácet prodejci, aby doporučoval jeho produkt přednostně před konkurenčními je také neetické.

## Etické problémy v oblasti marketingu pro děti
Děti jsou pro některé produkty důležitou cílovou skupinou. Jelikož jejich znalosti o produktech, sdělovacích prostředcích a prodejních strategiích nejsou většinou tak dobře vyvinuté jako u dospělých, jsou děti náchylnější k zmanipulování pomocí psychologických prostředků a obrazů. Tyto etické problémy vznikají, když jsou zveřejněny pochybné marketingové taktiky a zprávy. Příkladem je studie spojující vztahy mezi tabákem a alkoholem a spotřebou mládeže, která vede k tlaku veřejnosti na přímou regulaci trhu s těmito produkty.

## Etické problémy v oblasti marketingu zaměřeném na menšiny
Útočné taktiky mohou mít formu negativní nebo stereotypní prezentace menšin, ponižující zobrazení rasy nebo skupiny, či přiřazení spotřeby určitých škodlivých nebo sporných výrobků ke konkrétní menšině. 

Etické problémy nastávají také v případě, pokud jsou účtovány vyšší ceny za produkty, které se prodávají menšinám a dokonce a také, když obchody poskytují horší služby ve čtvrtích s vysokým podílem menšinových zákazníků. Tyto postupy budou mít pravděpodobně za následek špatné veřejné mínění a obchodník může ztratit odběr.

## Etické otázky spojené s vyobrazením žen v marketingových aktivitách
Společně s vývojem a změnou společnosti se mění i role a představy lidí bez ohledu na rasu, společenské postavení či pohlaví. V průběhu let byly ženy zobrazeny mnoha způsoby. Pokud obchodníci prezentují tyto obrazy příliš stereotypně, konvenčně nebo přehnaně zjednodušeně, mohou to lidé považovat za urážlivé.

Mezi příklady nedůstojných stereotypů patří ty, v kterých jsou ženy prezentovány jako méně inteligentní, posedlé muži, neschopné převzít vedoucí roli nebo učinit rozhodnutí. Další škodlivé stereotypy zobrazují ženy jako posedlé svým vzhledem, ideálem velikosti, hmotnosti či krásy. V případě, že jsou marketingové obrazy považovány za ponižující, budou naopak fungovat na úkor společnosti.

## Použití v praxi
Etika reklamy je hojně diskutovaným tématem. Zadavatelé reklamy a jejich reklamní agentury se ve snaze co možná nejefektivněji oslovit požadovanou cílovou skupinu často uchylují k formám reklamy, které jsou až na samé hranici etiky a někdy tuto hranici i překračují. Otázkou zůstává, co to etika reklamy vlastně je. Řadu věcí týkajících se této oblasti ošetřuje již Zákon o reklamě (138/2002). Ten například zakazuje reklamu založenou na podprahovém vnímání (tj. reklamu, která má vliv na podvědomí člověka, aniž by ji nějak vědomě vnímal), klamavou reklamu, skrytou reklamu (tj. takovou reklamu, u níž je obtížné rozlišit, že se jedná o reklamu zejména proto, že není jako reklama označená), nevyžádanou reklamu a speciálně se zabývá reklamou na tabákové výrobky (nyní je v médiích často zmiňovaná novela tohoto zákona, která reklamu na tabákové výrobky ještě více omezuje než doposud), alkoholické nápoje nebo prostředky pro léčení lidí.

Pro zadavatele reklamy na Internetu by měla platit stejná pravidla jako v ostatních médiích, ale vzhledem k určitým specifikům Internetu se zástupci „internetových subjektů“ dohodli s Radou pro reklamu, že připraví speciální část Kodexu reklamy pro Internet. Byla vytvořena společná pracovní skupina Sekce vydavatelů internetových titulů (SVIT) a Sdružení pro internetovou reklamu (SPIR), která koncem roku 2012 zahájila práci na internetovém kodexu. Členy pracovní skupiny byli jak zástupci serverů, tak mediálních agentur. V březnu 2013 byl Etický kodex internetové reklamy oficiálně představen veřejnosti. Jeho konečnou podobu schválily všechny subjekty, které jsou členy SPIR a SVIT, tj. v podstatě všichni, kdo hrají na poli internetové reklamy nějakou významnější roli.

Kodex se zabývá čtyřmi základními oblastmi:
- Erotickou reklamou
- Klamavou reklamou
- Skrytou reklamou
- Agresivními reklamními formáty[4]

## Příklad neetické reklamy - Škoda auto
Za neetickou a sexistickou označila stěžovatelka reklamu na Škoda Auto, ve které majitel vyměňuje svůj starý automobil za novější model. Podle vnímání stěžovatelky je v reklamě naznačována možnost výměny „staré“ manželky stejně snadno, jako lze vyměnit staré auto za nové, což může poškozovat psychický vývoj dětí, dospívající mládeže a sebevědomí dívek a žen. Zároveň reklama neoprávněně nadhodnocuje roli mužů. Stížnost byla zamítnuta s tím, že se jasně jednalo o nadsázku.

Reklamu lze zhlédnout na tomto odkazu: http://www.youtube.com/watch?v=X08hz5KRXGA